# 安德鲁·埃德蒙森
安德鲁·埃德蒙森（英語：Andrew Edmondson，1990年6月24日—），澳大利亚男子轮椅橄榄球运动员。他曾代表澳大利亚参加2016年和2020年夏季残疾人奥林匹克运动会轮椅橄榄球比赛，其中2016年夏季残奥会获得一枚金牌。